# Heimathaus Twist
Heimathaus Twist is een cultureel centrum in Twist in de Duitse staat Nedersaksen, nabij de Nederlandsegrens.

## Gebouwen
Het centrum bestaat uit vier gebouwen in de traditionele stijl van de regio Emsland. Het Handwerker-Haus (handwerkhuis) is een stenen gebouw voorzien van vakwerk. Het tweede gebouw is volledig opgetrokken uit steen. Aan de binnenzijde zijn houten plafondbalken uit een oude boerderij uit Heblermeer (district van Twist) gebruikt. Deze twee gebouwen zijn in 1980 gebouwd. Het derde gebouw is een bakhuis waar op traditionele wijze broden kunnen worden gebakken in een houtoven. Dit gebouw dateert van 2003. In 2015 werd een vierde gebouw voor opslagdoeleinden gebouwd.

## Cultuur
Er zijn sinds 1990 diverse evenementen op het terrein gehouden, zoals lezingen en concerten met klassieke muziek, folk en jazz. Door het groot aantal bluesconcerten is Heimathaus Twist geliefd onder bluesfans. Bands en muzikanten als Albert Hammond en Maggie Reilly, Chris Farlowe, Ten Years After, John Lee Hooker Jr. en Hamburg Blues Band hebben er door de jaren heen opgetreden. Heimathaus Twist heeft daardoor de bijnaam Blues-Mekka im Moor (Blues-mekka in het veen) gekregen. Alle optredens worden tevens uitgezonden door radiozenders Deutschlandfunk en Deutschlandradio Kultur en op cd uitgebracht. Verder organiseert Heimathaus Twist regelmatig fietstochten in de omgeving.
Door de ligging nabij de Nederlandse grens gaan er ook veel Nederlanders naartoe.